# Liste des évêques et archevêques d'Udine
Pour un article plus général, voir Archidiocèse d'Udine.
La liste des évêques et archevêques d'Udine recense les noms des évêques et archevêques qui se sont succédé sur le siège episcopal d'Udine en Italie depuis la fondation de l'archidiocèse en 1752. De 1818 à 1846, Udine est ramenée au rang de diocèse, suffragant de Venise.

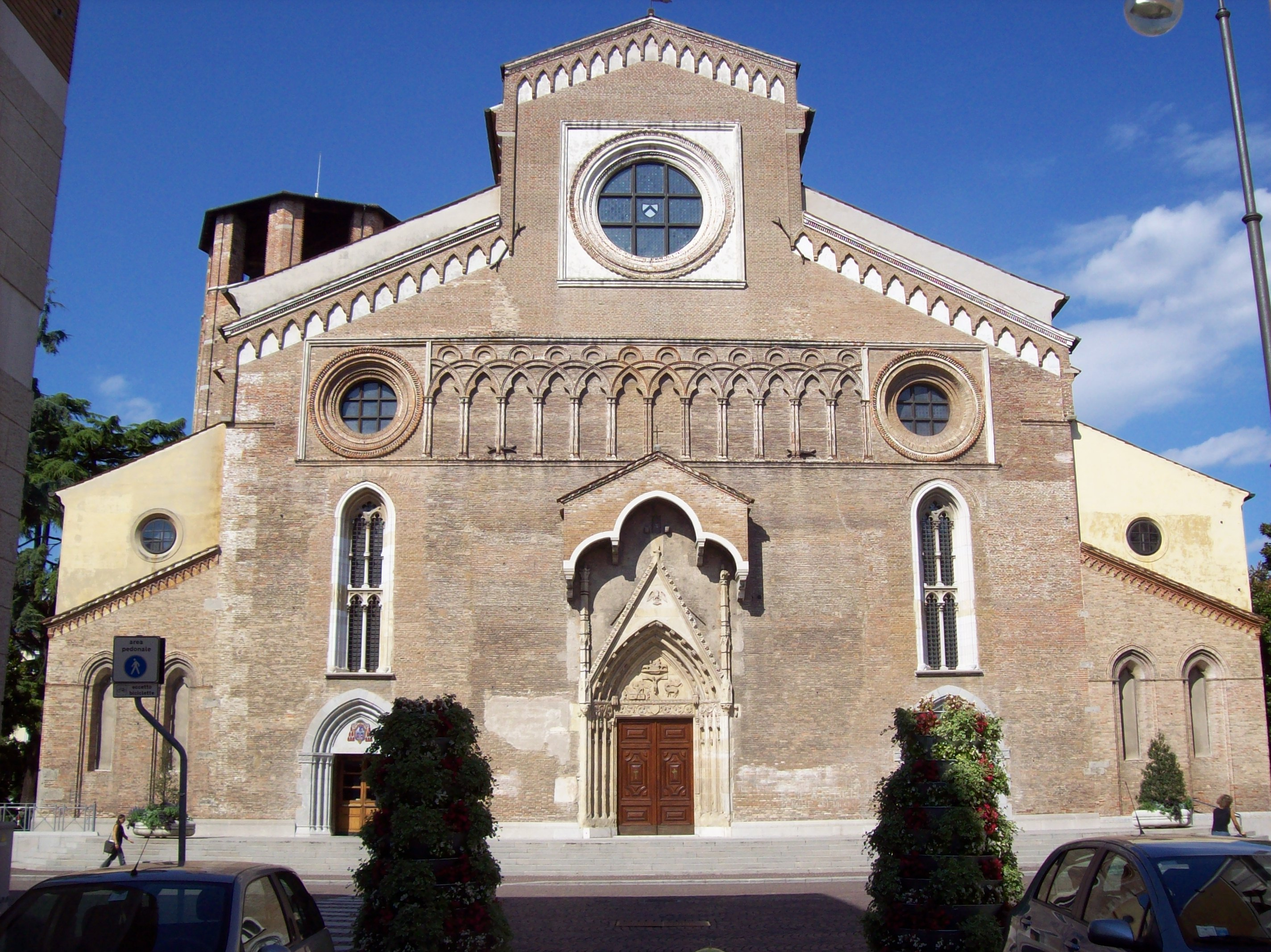
Cathédrale d'Udine

## Archevêques d'Udine, 1752-1818
- Daniele Delfino (1751-1762)
- Bartolomeo Gradenigo (1762-1765)
- Giovanni Girolamo Gradenigo, C.R. † (1766-1786))
- Niccolò Sagredo (1786-1792)
- Pietro Antonio Zorzi, C.R.S. † (1792-1803)
- Baldassarre Francesco Rasponi (it) (1807-1814)

## Évêques d'Udine, 1818-1846
- Emmanuele Lodi, O.P. (1819-1845)
- Zaccaria Bricito (1846-1851)

## Archevêques d'Udine, 1846-
- Giuseppe Luigi Trevisanato (1852-1862)
- Andrea Casasola (1863-1884)
- Giovanni Berengo (1884-1896)
- Pietro Zamburlini (1896-1909)
- Antonio Anastasio Rossi (1910-1927)
- Giuseppe Nogara (1928-1955)
- Giuseppe Zaffonato (it) (1956-1972)
- Alfredo Battisti (1972-2000)
- Pietro Brollo (2000-2009)
- Andrea Bruno Mazzocato (2009-2024)
- Riccardo Lamba (2024-)